# إيل جبل (إله)

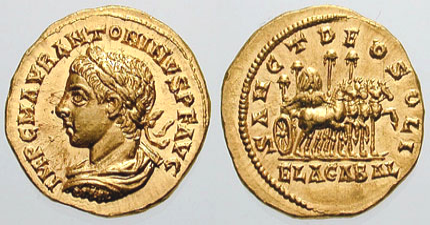
الإمبراطور الذهبي إيل جبل. يظهر على العكس الحجر المقدس على كوادريجا.

إيل جبل أو إيلجبل أو الإله جبل (باليونانية القديمة: Ἐλαγάβαλος).( باللاتينية Elagabalus أو Heliogabalus ) اسم إله الشمس القديم الذي كان مركز عبادته في مدينة حمص السورية ، حيث قام معبد إيل جبل وكان يُعبد فيه الحجر المقدس. ما بين 219 و 222 م، امتدت عبادة إيل جبل إلى مدينة روما نتيجة رعايتها من قبل الإمبراطور الروماني ماركوس أوريليوس أنطونيوس (الذي سمي لاحقًا أيضًا إيل جبل على اسم الإله)؛ ونُقل مركز العبادة لروما عن طريق نقل الحجر المقدس وبني لذلك المعبد الكبير إيلاجبليوم Elagabalium في العاصمة الإمبراطورية على تل بالاتين . إلا أن الديانة السورية، التي كان يُنظر إليها على أنها أجنبية، تسببت في إثارة غضب شديد بين أوساط الطبقة الحاكمة في الإمبراطورية الرومانية . وبوفاة الإمبراطور عام 222م، انتهت كعبادة رسمية للدولة في روما. ومنذ ذلك الحين، اقتصرت عبادة إله الشمس مرة أخرى إلى حد كبير على المنطقة الأصلية في إميسا .

## الحجر المقدس
كانت عبادة الحجر تمارس بين مختلف شعوب البحر الأبيض المتوسط، وخاصة الفينيقيين بما فيهم البونيون . إذ كان لبعض الحجارة تقديس ديني، وارتبطت بالآلهة أو كانت تعتبر هي نفسها إلهية. تسمى هذه الحجارة باليونانية بايتيليا baitýlia أو بايبتيلوي baítyloi، والكلمة مشتقة من التعبير الآرامي بت إل (بيتإيل/بيت إيل/بيت الله). في مركز عبادة إيل جبل كان هناك بيتإيل (حجر) أسود على شكل سنام، محفوظ في معبد إميسا.  ربما كان نيزكًا ؛ إذ من المفترض أنه سقط من السماء.  وفي بعض الأوقات - ربما في أيام الأعياد - كان الحجر مغطى بالقماش.  وتوجد عبادة حجرية مماثلة في حران . تم تخصيص البيت إيل هناك لإله القمر سين .

## تاريخ

### الأصل
تم توضيح الأصل والمعنى المثير للجدل سابقًا لاسم إيل جبل. والذي يتألف من الكلمات السامية «إله» بالآرامية والعربية، و«جبل» بالعربية. كان المعنى الأصلي هو "الإله جبل "، وليس "إله الجبل"، لأن الإله ليس في حالة <bdi>الإضافة</bdi> ، بل في حالة التقرير emphaticus .  كانت عبادة الجبال كآلهة منتشرة على نطاق واسع في الشرق الأوسط. والمقصود هنا تلة الحصن الصخرية جنوب حمص، والتي كان يقع عليها معبد إيل جبل الكبير والفخم؛  إلا أن هذا "الجبل" لا يتجاوز ارتفاعه 30 متر ( جبل يمكن أن يعني أيضًا تلًا). من المحتمل أنها عبادة محلية تبناها فيما بعد البدو العرب المهاجرون الذين استقروا هناك. 
ذكر المؤرخ فيلارخوس، الذي نقل عنه أثينايوس، وجود عبادة الشمس في حمص في وقت مبكر من القرن الثالث ق.م ؛  وفقا له، في ذلك الوقت - على عكس إيل جبل اللاحق - لا يمكن التضحية إلا بالعسل وليس النبيذ، لأن السُكْر كان غريبا على الإله حاكم العالم. ومع ذلك، لا يوجد دليل على وجود صلة بين عبادة الشمس وعبادة إيل جبل قبل زمن الإمبراطورية الرومانية.

### العبادة الإمبراطورية في إميسا

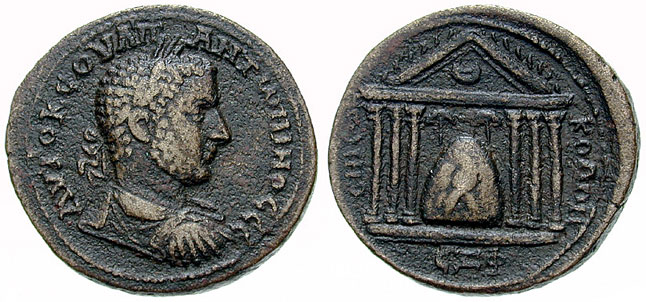
معبد إيل جبل في إميسا، داخله الحجر المقدس على عملة معدنية من القرن الثالث م

في وقت مبكر من القرن الأول ق.م، حكم أمراء محليون مدينة إميسا، من آل شمسيغرام ، الذين ربما كانوا ينظرون بالفعل إلى إيل جبل على أنه إلهًا راعيًا.  أقدم دليل على عبادة واسم الإله هو نصب من القرن الأول الميلادي. في بداية زمن الإمبراطورية الرومانية، شهدت حمص ازدهارًا اقتصاديًا وثقافيًا بفضل موقعها على طريق القوافل إلى الخليج العربي . كان أمراء حمص في موقع تبعية للإمبراطورية الرومانية. انتهى استقلالهم في أواخر القرن الأول م عندما ضم الرومان المنطقة إلى إمبراطوريتهم.
لم يكن إيل جبل إله التل وبيت إيل حمص فحسب، بل كان لأتباعه إله الشمس أيضًا في الفترة الإمبراطورية الرومانية، وبالتالي فهو أعلى الآلهة على الإطلاق. وكما يظهر من اسمه، كانت وظيفته الأصلية هي وظيفة إله محلي فقط، والتوسع الهائل في القوة والسلطة المنسوبة إليه، والتي ارتبطت بدوره كإله الشمس، طرأت في مرحلة لاحقة من عبادته. 
توافق إيل جبل باعتباره الإله الأعلى مع زيوس اليوناني أو جوبيتر الروماني، ومثلهما، كان النسر باعتباره الطائر الأكثر تميزًا لهما، كذلك مقدسًا له . بصفته إله الشمس، كان مساويًا لهيليوس اليوناني . لذلك تم تفسير اسمه في التأثيل الشعبي على أنه هيليوغابالوس Heliogabalos.
منذ عهد الإمبراطور أنطونينوس بيوس (138–161م)، جرى تصوير البيتإيل على عملات حمص.  وفي القرن الثالث ميلادي كانت عبادة إيل جبل في أوج ازدهارها. وكان الحكام الأجانب يرسلون كل عام قرابين ثمينة للمعبد المُزين بالكثير من الذهب والفضة والأحجار الكريمة.  وعلى غرار الألعاب البيثية في دلفي، أقيمت مهرجانات رياضية منتظمة (هيليا بيثيا) في إميسا تكريما لإيل جبل.  بالإضافة إلى ذلك، باعتبار إيل جبل إله وحي، أعطى المعلومات لأولئك الذين يطلبون النصيحة.  كانت مرتبة رئيس كهنة ديانته وراثية في عائلة ربما تنحدر من سلالة إميسا القديمة.
هناك نقش من عام 249 م يشهد على اللقب Ammudates اموداتيس لإيل جبل.  و هو الشكل اللاتيني للكلمة الآرامية عمودا (عمود حجري، حجر قائم). 
في عام 253، أصبح أورانيوس أنطونيوس Uranius Antoninus مناهضًا للإمبراطور في حمص. وأمر برسم البيتإيل على عملاته المعدنية، ملزمًا بذلك نفسه بعبادة الشمس المحلية. أما الإمبراطور أوريليان وبعد انتصاره على جيش الحاكمة التدمرية زنوبيا عام 272 م، فيقال أنه ذهب إلى حمص للوفاء بنذره في معبد إيل جبل ولإظهار امتنانه للمساعدة التي قدمها إله الشمس له في المعركة. والذي صادف صورته في المعبد.  في الفترة التي تلت ذلك، ظهر أوريليان كمؤمن بالإله الروماني سول إنفيكتوس ("الشمس التي لا تُقهر")، الذي كان يعبده باعتباره راعي الإمبراطورية الرومانية. قد يكون صحيحًا أنه أرجع انتصاره إلى تدخل إله الشمس، لكنه لم يكن يضع في ذهنه إيل جبل على وجه التحديد؛ فلم تكن عبادة شمس الرسمية التي نظمها في روما مبنية على تلك التي تمارس في إميسا. 
في القرن الرابع الميلادي، وصف الشاعر أفينوس معبد إيل جبل في إميسا في كتابه “وصف الأرض” (Descriptio orbis terrae) ،  وهذا الذكر هو الشاهد الأخير على وجود المعبد .

### انتشار العبادة في عهد الإمبراطور إيل جبل

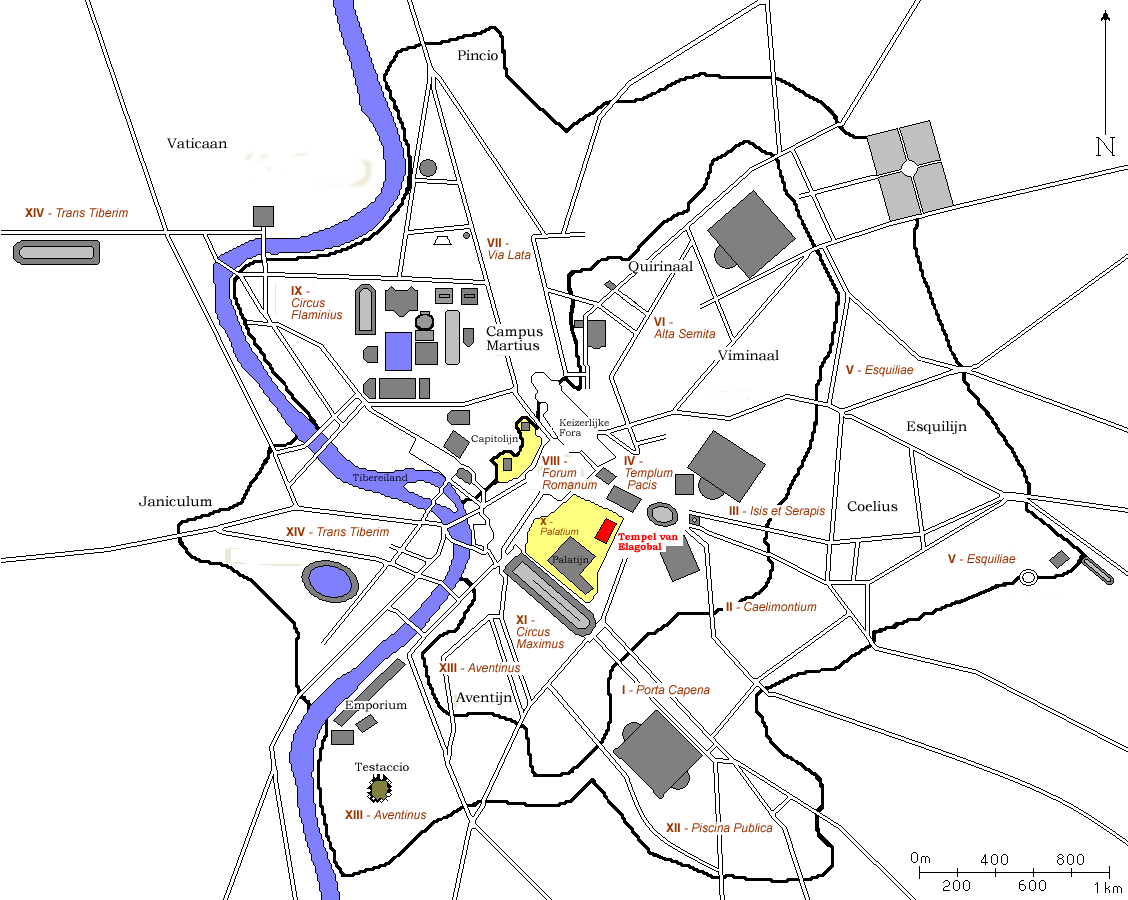
موقع معبد إيل جبل على تلة بالاتين في روما

في أواخر فترة الأباطرة الجيدون ، كان رئيس كهنة معبد إيل جبل في إميسا رجلاً يُدعى يوليوس باسيانوس Julius Bassianus. وربما كان اسم باسيانوس (مؤنثه بسيانا Bassiana)، الذي حمله بعض نسله أيضًا، مشتقًا من اللقب الكهنوتي باسوس Basus. كان ليوليوس باسيانوس ابنتان، جوليا دومنا وجوليا ميسا . واكتسبت عشيرته أهمية تاريخية عالمية عبر زواج جوليا دومنا من الإمبراطور المستقبلي سيبتيموس سيفيروس، مؤسس سلالة السيفيريون . كانت جوليا دومنا والدة الإمبراطور كركلا ، المسمى باسيانوس على اسم جده، وشقيقه الأصغر جيتا ، الذي كان وصيًا مشاركًا في الحكم مع كركلا في عام 211 م. وكانت أختها جوليا ميسا جدة آخر أباطرة الأسرة السيفيرية، إيل جبل وسيفيروس ألكسندر. وهكذا، فإن جميع الأباطرة السيفيرين باستثناء مؤسس السلالة نفسه ينحدرون من يوليوس باسيانوس كاهن الإله إيل جبل.
كان فاريوس أفيتوس باسيانوس Varius Avitus Bassianus أكبر أحفاد جوليا ميسا الإمبراطوريين، وبسبب تقديسه الشديد لإيل جبل، أطلق عليه منذ العصور القديمة المتأخرة لقب "إيل جبل" . لكن هذا مجرد نبز، لأن خلال حياته كان الاسم الإلهي مخصصًا للإله. في العام 217 م وهو في سن الثالثة عشرة، تولى منصب رئيس الكهنة الوراثي لمعبد إيل جبل في إميسا ، لأنه كان أكبر الذكور من نسل يوليوس باسيانوس على قيد الحياة في ذلك الوقت.  وعندما أصبح إمبراطورًا رومانياً في العام التالي وانتقل إلى روما، احتفظ بالكهنوت، وقام بنقل الحجر المقدس من حمص إلى روما وجعل عبادة إيل جبل دين الدولة الرومانية. ونتيجة لذلك، اكتسبت عبادة إيل جبل لفترة وجيزة أهمية تاريخية عالمية.
شيد الإمبراطور الشاب معبد كبيرًا وفخمًا للإيل جبل على تل بالاتين . كان المبنى قائمًا على أرض مساحتها 160 × 110 مترًا. وقد ثبت أن افتراض كون المبنى حينها قديم جرى استخدامه ببساطة لغرض جديد غير صحيح في ضوء الاكتشافات الأثرية.  كما تم بناء معبد آخر خارج المدينة. 
ومع ذلك، فإن العادات السورية المرتبطة بعبادة إيل جبل لم تجد موطنًا في روما. بل قوبلت برفض قوي وواسع النطاق بين الطبقة الحاكمة الرومانية لأنها تعارضت مع العادات الرومانية التقليدية. ما أثار الغضب بشكل خاص هو أمر الإمبراطور بأن إيل جبل، باعتباره إله الدولة الأعلى، يجب أن يكون أعلا مرتبةً من جوبيتر الروماني.  كذلك تصور الإمبراطور ككاهن لإيل جبل يقدم القرابين في مبنى مجلس الشيوخ ، فوق مذبح إلهة النصر فيكتوريا، كان لا بد أن يسبب الامتعاض أيضًا.  ويبدو أن الأنشطة الكهنوتية للإمبراطور كجزء من طائفة غريبة ساهمت بشكل كبير في جعله مكروهًا في عاصمة الإمبراطورية وشكلت أحد أسباب سقوطه. وبعد اغتياله في 11 آذار/مارس 222، أُعيد الحجر المقدس إلى حمص. وبهذا انتهت عبادة إيل جبل الرسمية في روما. ربما استمرت عبادة خاصة في العاصمة، والتي كانت موجودة بالفعل في أوائل فترة حكم السيفيريين. 
كما بدأت في عهد الإمبراطور إيل جبل عبادة إلهه في بعض الأماكن في المقاطعات. وربما كانت هذه مبادرات محلية فردية، وليست عملًا تبشيريًا منظمًا قام به الإمبراطور. وقامت بعض المدن بسك عملات معدنية تصور البيإيل. وفي ألطافا عام 221 م في مقاطعة موريتانيا القيصرية، قام المواطنون الأثرياء ببناء معبد لإيل جبل . وفي مدينة سارد في آسيا الصغرى، أقيمت مسابقات سميت إيلجبليا Elagabalia تكريما للإله حمص. 

### عبادة الشمس الشرقية والغربية
في الأبحاث القديمة، جرى تبني وجهة نظر مفادها أنه يمكن مساواة إيل جبل بإله الشمس الروماني سول إنفكتوس . وكانت الأهمية المتزايدة لسول إنفكتوس في القرن الثالث الميلادي هي أحد أسباب تقدم التأثيرات الشرقية في الفكر الديني الروماني. وفي الواقع إن تعبير إنفكتوس سول إيل جبل Invictus Sol Elagabalus مثبت في النقوش.  وبروح وجهة النظر هذه، جرى تفسير جميع الأدلة المصدرية على وجود إله الشمس "الذي لا يقهر" في غرب الإمبراطورية على أنها دليل انتشار ديانة الشمس الشرقية التي انطلقت من حمص.  ورأى بعض الباحثين في ذلك علامة تدهور ثقافي، كان نتيجة "التشريق"، أي تغلغل العادات غير الرومانية ذات الأصل الشرقي.  ومع ذلك، تمكنت الأبحاث اللاحقة من إظهار أن عبادة سول إنفكتوس في الغرب كانت لها جذور محلية في المقام الأول ولم تكن مبنية على تبني الأفكار الشرقية. وراء العبادة الرسمية لسول إنفكتوس في القرنين الثالث والرابع م، كان هناك مبدأ ديني سياسي يرتكز على تقليد روماني مستقل موجود بالفعل غالبًا. ومن ناحية أخرى، كانت عبادة إيل جبل ديانة سورية لم تتمكن من الحصول على موطئ قدم في روما إلا لفترة قصيرة لأن الرومان نظروا إليها كجسم غريب في الحياة الدينية. 

## ممارسة العبادة

### اللوائح والطقوس
تظهر تفاصيل شعائر عبادة إيل جبل من أخبار المؤرخين الرومان حول النقل المثير للعبادة إلى روما في عهد الإمبراطور إيل جبل. المصادر هي الأعمال التاريخية لاثنين من معاصري الإمبراطور، هما كاسيوس ديو وهيروديان ، بالإضافة إلى كتاب هيستوريا أوغوستا. ومع ذلك، فإن القيمة المصدرية لهذه الأخبار تضعف بسبب وجهة النظر المنحازة لمؤلفيها. فقد أدان المؤرخون الرومان بشدة سلوك الإمبراطور إيل جبل وفهمه الديني. فوصف كاسيوس ديو عبادة إيل جبل من وجهة نظر عضو مجلس الشيوخ المحافظ بغضب شديد، لكنه أدرج العديد من التفاصيل المهمة في أخباره، والتي قد تكون أصلية . وكتب هيروديان من مسافة أبعد؛ ويبدو أيضاً أن لديه معلومات جيدة، ولكن يجب أن يؤخذ في الاعتبار ميله إلى التنميق والمبالغة. ومن الواضح أن المؤلف المجهول لكتاب هيستوريا أوغوستا كان لديه إمكانية الوصول إلى مصدر معاصر جيد، مفقود الآن. ومع ذلك، فإن مصداقية تصريحاته مثيرة للجدل، فقد كان وثنيًا ،من أتباع الديانة الرومانية القديمة، وأراد تشويه سمعة المسيحية. لذلك، جعل سلوك الإمبراطور إيل جبل، المكروه عمومًا، مقدمة لسلوك الأباطرة المسيحيين القدماء المتأخرين من خلال اتهامه بالتعصب الديني. 
تشير الأوصاف الواردة في المصادر إلى أن عبادة إيل جبل الرومانية نسخت بأمانة عبادة حمص، أي لم تكيفها مع الأفكار الغربية.  وفقًا لهذه الأخبار، كانت يُقام قداسًا يوميًا، حيث كان رئيس الكهنة مزينًا يرتدي ملابس فاخرة و العديد من التمائم، ويرقص ويغني أمام المذبح مع النساء بمرافقة الموسيقى، وتُذكر بالأخص آلات النفخ والصنج والطبول . ويترافق ذلك مع التدخين أيضًا. وأن الكهنة كانوا مختونين ولم يُسمح لهم بأكل لحم الخنزير. 
كان النبيذ أحد التقدمات اليومية.  وقُدمت العديد من الذبائح الحيوانية، وخلط دم الأضاحي المذبوحة مع النبيذ.  لكن الأخبار التي تفيد بأن طقوس التضحيات البشرية كانت أيضًا جزءًا من الممارسات الشائعة تُعدّ غير دقيقة في الأبحاث أو على الأقل يُنظر إليها بعين الشك. ومع ذلك، فمن الممكن أن تكون هناك عادة قديمة للتضحية بالأطفال كانت لا تزال ممارسة في القرن الثالث الميلادي في حالات عبادة إيل جبل فردية.  وعلى أية حال، فإن انتشار مثل هذه الشائعات يدل على أن الجمهور الروماني كان على استعداد للاعتقاد بأن أتباع إيل جبل يمكن أن يأتوا بأي عمل شنيع.
يرد أنه في كل عام في منتصف الصيف، كان هناك موكب يقوده الإمبراطور من المعبد الموجود على تلة بالاتين إلى معبد إيل جبل الآخر خارج المدينة. يحمل فيه البيتإيل (الحجر المقدس) على عربة تجرها ستة خيول بيضاء. ويمشي الإمبراطور أمام العربة قهقرة ناظرًا إلى نحو البيتإيل ويوجه الخيول. ولم يكن أحد يجلس في العربة . 
ارتدى الإمبراطور إيل جبل أثوابًا حريرية ثمينة، كزي رسمي كهنوتي، والتي ظهر بها أيضًا علنًا. لم يكن يحب الملابس الصوفية الرومانية.  وكان هذا السلوك مثار استياء باعتباره ترفًا غير مناسب وتعبيرًا عن التخنث وعدم الرجولة. ربما كان السبب هو وجود فروض دينية تتعلق بالملابس الكهنوتية؛ في الشرق، إذ كانت بعض الملابس ذات الأصل الحيواني، بما في ذلك الأحذية الجلدية، تعتبر نجسة. 
يبدو أن النشاط الديني لأتباع إيل جبل كان مقتصرًا على أداء الشعائر التي هدفت إلى كسب رضا الإله، إذ لا يوجد ذكر لعقيدة الآخرة أو المعايير الأخلاقية في المصادر.

### الزواج المقدس
في تقليد حمص، كان لإيل جبل رفيقان. إحداهما كانت إلهة الحرب اللات ، والأخرى على الأرجح العزى . وقد عُبدت الإلهتين في شبه الجزيرة العربية وورد ذكرهما في القرآن . في الإمبراطورية الرومانية، جرت معادلة اللات بعذراء اليونانيين أثينا -وهي مينرفا الرومانية - بينما كان يُنظر إلى العزى على أنها تعادل فينوس إلهة الحب عند الرومان وأفروديت اليونانية. 
استرشد الإمبراطور إيل جبل بفكرة الارتباط بين الذكر والأنثى في عالم الآلهة عندما احتفل بالزواج المقدس لإلهه في روما. وكان هذا زواج إله الشمس من تينيت القرطاجية ، التي كانت تسمى "ربة السماء" (ديا كاليستيس Dea Caelestis) باللاتينية وأورانيا باليونانية. وفي هذا الزواج المقدس كان لها دور العزى. لغرض الاحتفال بالزواج، أحضر الإمبراطور إلى روما من قرطاج تصوير العبادة الشهيرة لإلهة السماء، التي كانت تعتبر أيضًا إلهة القمر. قائلًا أيضًا أنه من المناسب أن يتزوج إله الشمس من إلهة القمر. إلا إن طبيعة العلاقة بين العذراء أثينا وإله الشمس في سياق العبادة التي كانت تُمارس في روما ليست معروفة. وتصريح هيروديان بأن الإمبراطور إيل جبل اختار أثينا أولاً لتكون زوجة لإلهه، ثم عاد واختار أفروديت في النهاية، غير صحيح. 
يُظهر الدور للإلهتين المهم أن ديانة إيل جبل لم تكن توحيدية ، كما كان يُفترض أحيانًا في الأدبيات البحثية القديمة. لم تكن خصائص ومسؤوليات إيل جبل ورفيقتيه مختلطة بشكل توفيقي ، بل كانت متمايزة بوضوح. كما أن إيل جبل لم يكن الإله الوحيد، بل كان الإله الأعلى.  حتى بعد وفاة الإمبراطور إيل جبل، يبدو أن فكرة وجود صلة بين إله الشمس والإلهتين ظلت حية في إميسا، كما يتضح من عملة الإمبراطور المضاد أورانيوس أنطونيوس ، الذي تم ترقيته هناك عام 253 م. 
يمكن تفسير الاختلاط الجنسي والدعارة ، التي اتُهم بها الإمبراطور إيل جبل كسلوك مارسه شخصيًا،  على أنها جزء من طقوس دينية لا تنتمي إلى عبادة الإله إيل جبل، بل بالأحرى إلى عبادة ديا كاليستيس. مع أن الدعارة الدينية كانت شائعة في التقاليد الدينية الشرقية كجزء من عبادة الخصوبة. 

## الايقونوغرافيا

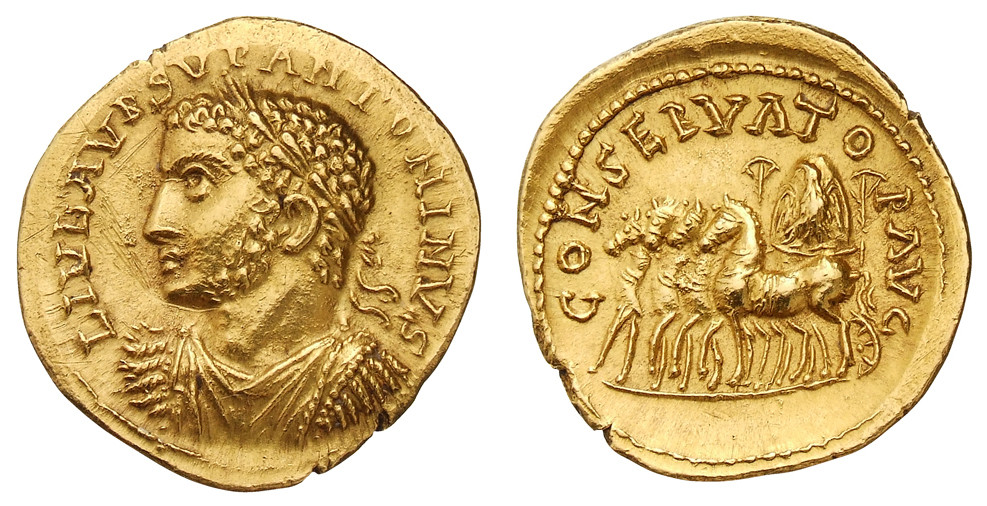
العملة الذهبية (أوريوس) لأورانيوس أنطونينوس على الوجه، وعلى الظهر عربة فوقها حجر إيل جبل نحت عليه نسر

لم يكن إيل جبل مجسمًا في تمثيلات ديانته التصويرية ، ولا يظهر أبدًا في هيئة محددة، بل يمكن التعرف عليه من خلال الكتابة والرموز الخاصة به.  ولم يُخلط إيل جبل من الناحية الأيقونية مع سول إنفكتوس المجسم الروماني  غالبًا ما يظهر النسر يحمل عادةً تاجًا في منقاره، كرمز للإله. ويوجد تصوير للجبل الذي اشتق منه الاسم الإلهي على نصب من القرن الأول الميلادي، والنسر يجلس على الجبل المشكل من كتل صخرية.
العنصر الأكثر أهمية في التمثيلات هو البيتإيل (بيت إيل). وغالبًا ما يعرض على كوادريجا، أي أثناء الموكب. ويُظهر تاج تصويري من موقع عبادة إيل جبل الروماني البيتإيل مع النسر الجالس ورفيقتي الإله، وكل منهما تضع يدها على قمة الحجر. وعلى العملات المعدنية، يغطي النسر البيتإيل بجناحيه الممدودان.
على عملة معدنية من منتصف القرن الثالث الميلادي يظهر البيتإيل في معبد إميسا وبالتالي يعطي نظرة على الجزء الداخلي من الحرم. يوجد بجانب الحجر جسمان مزخرفان على شكل فطر، وعادةً ما يتم تفسيرهما في علم العملات على أنهما مظلات. وتظهر النيران في أوعية الشمعدانين . وأمام القاعدة التي يرتكز عليها الحجر أمفورا كبيرة. أمام بيت إيل يمكن رؤية نسر ينظر إلى اليسار، ربما يكون نحتًا بارزًا على الحجر المقدس نفسه. 

## هوامش
1. ↑  يمكن رؤية الشكل من التصوير؛ في Herodian 5، 3، 5 يوصف الحجر بأنه كبير جدًا ومخروطي الشكل.
2. ↑  Herodian 5,3,5.
3. ↑  حول التغطية على احدى العملات، أنظر Hans Roland Baldus: Uranius Antoninus. Münzprägung und Geschichte, Bonn 1971, S. 146–147.
4. ↑  Jean Starcky: Stèle d’Elahagabal. In: Mélanges de l’Université Saint-Joseph 49/2, 1975–1976, S. 501–520, hier: 503–504, 509–510; Edward Lipiński: Elaha Gabal d’Émèse dans son contexte historique. In: Latomus 70, 2011, S. 1081–1101, hier: 1085f.
5. ↑  Ruprecht Ziegler: Der Burgberg von Anazarbos in Kilikien und der Kult des Elagabal in den Jahren 218 bis 222 n. Chr. In: Chiron 34, 2004, S. 59–85, hier: 67; Majed Moussli: Griechische Inschriften aus Emesa und Laodicea ad Libanum. In: Philologus 126, 1982, S. 254–261, hier: 257–258; Edward Lipiński: Elaha Gabal d’Émèse dans son contexte historique. In: Latomus 70, 2011, S. 1081–1101, hier: 1087. وبالتالي فإن الفرضية القديمة القائلة بأن المعبد كان يقع في موقع المسجد الكبير الحالي في حمص عفا عليها الزمن.
6. ↑  Michael Pietrzykowski: Die Religionspolitik des Kaisers Elagabal. In: Aufstieg und Niedergang der römischen Welt, Band II 16.3, Berlin 1986, S. 1806–1825, hier: 1812; Henri Seyrig: Antiquités syriennes. Le culte du Soleil en Syrie à l’époque romaine. In: Syria. Revue d’art oriental et d’archéologie 48, 1971, S. 337–373, hier: 342–343.
7. ↑  Athenaios 15,693e–f.
8. ↑  Carlos Chad: Les dynastes d’Émèse, Beirut 1972, S. 74–75.
9. ↑  Martin Frey: Untersuchungen zur Religion und zur Religionspolitik des Kaisers Elagabal, Stuttgart 1989, S. 45f.; Michael Pietrzykowski: Die Religionspolitik des Kaisers Elagabal. In: Aufstieg und Niedergang der römischen Welt, Band II 16.3, Berlin 1986, S. 1806–1825, hier: 1812; فيرغوس ميلر: The Roman Near East 31 BC – AD 337, Cambridge (Massachusetts) 1993, S. 305f.; Hans Roland Baldus: Uranius Antoninus. Münzprägung und Geschichte, Bonn 1971, S. 152–153.
10. ↑  Michael Pietrzykowski: Die Religionspolitik des Kaisers Elagabal. In: Aufstieg und Niedergang der römischen Welt, Band II 16.3, Berlin 1986, S. 1806–1825, hier: 1811.
11. ↑  Herodian 5,3,4.
12. ↑  Michael Pietrzykowski: Die Religionspolitik des Kaisers Elagabal. In: Aufstieg und Niedergang der römischen Welt, Band II 16.3, Berlin 1986, S. 1806–1825, hier: 1821.
13. ↑  Edward Lipiński: Elaha Gabal d’Émèse dans son contexte historique. In: Latomus 70, 2011, S. 1081–1101, hier: 1094f.; Martin Frey: Untersuchungen zur Religion und zur Religionspolitik des Kaisers Elagabal, Stuttgart 1989, S. 46–47.
14. ↑  CIL III, 4300.
15. ↑  Edward Lipiński: The Aramaeans, Leuven 2000, S. 599f.
16. ↑  Historia Augusta, Aurelianus 25,3–5.
17. ↑  Martin Frey: Untersuchungen zur Religion und zur Religionspolitik des Kaisers Elagabal, Stuttgart 1989, S. 67–68; Stephan Berrens: Sonnenkult und Kaisertum von den Severern bis zu Constantin I. (193–337 n. Chr.), Stuttgart 2004, S. 92–97.
18. ↑  Avienus, Descriptio orbis terrae 1083–1093.
19. ↑  Herodian 3,5,6.
20. ↑  عن الحفريات أنظر Henri Broise, Yvon Thébert: Élagabal et le complexe religieux de la Vigna Barberini. In: Mélanges de l’École française de Rome. Antiquité 111, 1999, S. 729–747; Martijn Icks: The crimes of Elagabalus, London 2011, S. 27–28 (Rekonstruktion: Tafeln 11 und 12). Vgl. Filippo Coarelli: Heliogabalus, templum; Heliogabalium. In: Eva Margareta Steinby (Hrsg.): Lexicon Topographicum Urbis Romae. Band 3. Quasar, Rom 1996, S. 10–11.
21. ↑  Herodian 5,6,6. عن تحديد موقع المعبد خارج المدنية انظر Christer Bruun: Kaiser Elagabal und ein neues Zeugnis für den Kult des Sonnengottes Elagabalus in Italien. In: Tyche 12, 1997, S. 1–5, hier: S. 2 und Anm. 9.
22. ↑  Cassius Dio 80 (79),11,1. عند تحديد بعض الكتب من أعمال كاسيوس ديو، يتم استخدام عد مختلف؛ ويرد تعدد مختلف من الكتب هنا بين قوسين. ويتحدث Herodian 5,5,7 أيضًا عن التسلسل الهرمي الجديد للآلهة. انظر Martin Frey: Untersuchungen zur Religion und zur Religionspolitik des Kaisers Elagabal, Stuttgart 1989, S. 80; Ruth Stepper: Augustus et sacerdos, Stuttgart 2003, S. 81–82, 179–181.
23. ↑  Herodian 5,5,6–7. Siehe dazu Michael Pietrzykowski: Die Religionspolitik des Kaisers Elagabal. In: Aufstieg und Niedergang der römischen Welt, Band II 16.3, Berlin 1986, S. 1806–1825, hier: 1815; Hans Roland Baldus: Das ‚Vorstellungsgemälde‘ des Heliogabal. Ein bislang unerkanntes numismatisches Zeugnis. In: Chiron 19, 1989, S. 467–476.
24. ↑  Leonardo de Arrizabalaga y Prado: The Emperor Elagabalus: Fact or Fiction?, Cambridge 2010, S. 141, 147, 150, 157, 168, 181, 197, 220; François Chausson: Vel Iovi vel Soli: quatre études autour de la Vigna Barberini (191–354). In: Mélanges de l’École française de Rome. Antiquité 107, 1995, S. 661–765, hier: 679–685, 693–701, 705, 712–715.
25. ↑  Louis Robert: Monnaies grecques de l’époque impériale. In: Revue Numismatique 18, 1976, S. 25–56, hier: 51–53; Martijn Icks: Empire of the Sun? Civic Responses to the Rise and Fall of Sol Elagabal in the Roman Empire. In: Oliver Hekster u. a. (Hrsg.): Ritual Dynamics and Religious Change in the Roman Empire, Leiden 2009, S. 111–120; Martijn Icks: The crimes of Elagabalus, London 2011, S. 84–87; Ruprecht Ziegler: Der Burgberg von Anazarbos in Kilikien und der Kult des Elagabal in den Jahren 218 bis 222 n. Chr. In: Chiron 34, 2004, S. 59–85, hier: 72–84.
26. ↑  CIL X, 5827.
27. ↑  يمثل هذا الرأي Gaston H. Halsberghe: The cult of Sol Invictus, Leiden 1972. Siehe dazu Martin Frey: Untersuchungen zur Religion und zur Religionspolitik des Kaisers Elagabal, Stuttgart 1989, S. 4–5.
28. ↑  Steven E. Hijmans: The Sun which did not rise in the East; the Cult of Sol Invictus in the Light of Non-Literary Evidence. In: Babesch. Bulletin Antieke Beschaving 71, 1996, S. 115–150, hier: 120–123, 149.
29. ↑  Steven E. Hijmans: The Sun which did not rise in the East; the Cult of Sol Invictus in the Light of Non-Literary Evidence. In: Babesch. Bulletin Antieke Beschaving 71, 1996, S. 115–150; Jean-Pierre Martin: Sol Invictus: des Sévères à la tétrarchie d’après les monnaies. In: Cahiers du Centre Gustave-Glotz 11, 2000, S. 297–307; Stephan Berrens: Sonnenkult und Kaisertum von den Severern bis zu Constantin I. (193–337 n. Chr.), Stuttgart 2004, S. 53.
30. ↑  لتقييم المصادر انظر Martin Frey: Untersuchungen zur Religion und zur Religionspolitik des Kaisers Elagabal, Stuttgart 1989, S. 9–13; Michael Pietrzykowski: Die Religionspolitik des Kaisers Elagabal. In: Aufstieg und Niedergang der römischen Welt, Band II 16.3, Berlin 1986, S. 1806–1825, hier: 1808–1810; Glen W. Bowersock: Herodian and Elagabalus. In: Yale Classical Studies 24, 1975, S. 229–236; Martin Zimmermann: Kaiser und Ereignis, München 1999, S. 222–233.
31. ↑  Martin Frey: Untersuchungen zur Religion und zur Religionspolitik des Kaisers Elagabal, Stuttgart 1989, S. 64–71.
32. ↑  Cassius Dio 80 (79),11,1; Herodian 5,3,8; 5,5,4; 5,5,9. Siehe dazu Martin Frey: Untersuchungen zur Religion und zur Religionspolitik des Kaisers Elagabal, Stuttgart 1989, S. 14.
33. ↑  Herodian 5,5,8.
34. ↑  Herodian 5,5,8–9.
35. ↑  Martin Frey: Untersuchungen zur Religion und zur Religionspolitik des Kaisers Elagabal, Stuttgart 1989, S. 34–42; Michael Pietrzykowski: Die Religionspolitik des Kaisers Elagabal. In: Aufstieg und Niedergang der römischen Welt, Band II 16.3, Berlin 1986, S. 1806–1825, hier: 1820.
36. ↑  مسار الموكب موصوف في Herodian 5,6,6–10 .
37. ↑  Herodian 5,5,3–5 und 5,8,1; Cassius Dio 80 (79),11,2.
38. ↑  Michael Pietrzykowski: Die Religionspolitik des Kaisers Elagabal. In: Aufstieg und Niedergang der römischen Welt, Band II 16.3, Berlin 1986, S. 1806–1825, hier: 1815–1816.
39. ↑  Martin Frey: Untersuchungen zur Religion und zur Religionspolitik des Kaisers Elagabal, Stuttgart 1989, S. 50–53; Michael Pietrzykowski: Die Religionspolitik des Kaisers Elagabal. In: Aufstieg und Niedergang der römischen Welt, Band II 16.3, Berlin 1986, S. 1806–1825, hier: 1813, 1817–1819.
40. ↑  Herodian 5,6,3–5. Siehe dazu Martin Frey: Untersuchungen zur Religion und zur Religionspolitik des Kaisers Elagabal, Stuttgart 1989, S. 52–54.
41. ↑  Martin Frey: Untersuchungen zur Religion und zur Religionspolitik des Kaisers Elagabal, Stuttgart 1989, S. 43–44, 64–67.
42. ↑  Hans Roland Baldus: Uranius Antoninus. Münzprägung und Geschichte, Bonn 1971, S. 56–58, 149–151, 154–156; Stephan Berrens: Sonnenkult und Kaisertum von den Severern bis zu Constantin I. (193–337 n. Chr.), Stuttgart 2004, S. 56.
43. ↑  Cassius Dio 80 (79),13.
44. ↑  Martin Frey: Untersuchungen zur Religion und zur Religionspolitik des Kaisers Elagabal, Stuttgart 1989, S. 15–27.
45. ↑  عن الشخصية غير المجسمة أنظر Herodian 5,3,5. Der römische Geschichtsschreiber vermerkt, dass es im Tempel von Emesa kein Kultbild mit dem Bildnis des Gottes gab.
46. ↑  Martijn Icks: The crimes of Elagabalus, London 2011, S. 74.
47. ↑  Hans Roland Baldus: Uranius Antoninus. Münzprägung und Geschichte, Bonn 1971, S. 151–152. Vgl. zu den mutmaßlichen Sonnenschirmen Martin Frey: Untersuchungen zur Religion und zur Religionspolitik des Kaisers Elagabal, Stuttgart 1989, S. 61–63.